# Шограш
Шограш, Шаграш — река в Вологодской области России. Протекает в Вологодском районе и городе Вологде.
Устье реки находится в 27 км по правому берегу реки Вологды. Длина реки составляет 20 км.
Шограш берёт начало восточнее деревни Нагорное (Спасское сельское поселение). За пределами черты города Вологды называется также Шаграш. Течёт на северо-восток по южным окрестностям Вологды, русло извилистое.
Долина реки плотно заселена, на берегах Шограша расположен центр Спасского сельского поселения — посёлок Непотягово, а также ряд деревень поселения: Кудрино, Болтино (правый берег); Кирики-Улита, Бурцево, Емельяново (левый берег).
В нижнем течении протекает по юго-восточным окраинам Вологды, принимает справа ручей Евковка, впадает в реку Вологду в районе улиц Турундаевская и Элеваторная. В черте города река загрязнена, проводятся работы по очистке и благоустройству.
За пределами города на берегах реки расположено урочище Кирики-Улита.

## Данные водного реестра
По данным государственного водного реестра России относится к Двинско-Печорскому бассейновому округу, водохозяйственный участок реки — Северная Двина от начала реки до впадения реки Вычегда, без рек Юг и Сухона (от истока до Кубенского гидроузла), речной подбассейн реки — Сухона. Речной бассейн реки — Северная Двина.
По данным геоинформационной системы водохозяйственного районирования территории РФ, подготовленной Федеральным агентством водных ресурсов:
- Код водного объекта в государственном водном реестре — 03020100312103000006585
- Код по гидрологической изученности (ГИ) — 103000658
- Код бассейна — 03.02.01.003
- Номер тома по ГИ — 03
- Выпуск по ГИ — 0